# Sofía Hernanz
Sofía Hernanz Costa, née le 21 juin 1970, est une femme politique espagnole membre du Parti socialiste ouvrier espagnol (PSOE).
Elle est élue députée de la circonscription des îles Baléares lors des élections générales de novembre 2011.

## Biographie

### Vie privée
Elle est mariée et mère d'une fille née en 2006.

### Études et profession
Entre 1988 et 1991, elle travaille comme auxiliaire administrative auprès d'Iberia Líneas Aéreas de España. Elle réalise ses études supérieures à l'université des îles Baléares où elle obtient une licence en droit en 1994. Après l'obtention de son diplôme, elle exerce comme avocate au cabinet Costa & Joaniquet d'Ibiza jusqu'en 1999. Elle reprend sa carrière en 2003 en travaillant pour le cabinet germano-espagnol Gerhard Thedens d'Ibiza. En 2005, elle devient fonctionnaire de la ville d'Ibiza et occupe un poste d'avocate et assesseure juridique.

### Conseillère insulaire et députée baléare
Elle est élue conseillère municipale d'Ibiza lors des élections municipales de mai 1995 et siège sur les bancs de l'opposition au maire conservateur Enrique Fajarnés. Lors des élections baléares de juin 1999, elle se présente en quatrième position sur la liste conduite par Pilar Costa Serra dans la circonscription d'Ibiza
. Elle est élue au Parlement des îles Baléares après que la liste a remporté six mandats,. Dans le même temps, elle se présente aux élections au Conseil insulaire d'Ibiza et de Formentera de 1999. Elle est là aussi élue sur la liste de Pilar Costa qui prend le présidence de l'organe de gouvernement insulaire. Elle ne se représente pas en 2003.
Elle est membre de la commission exécutive du PSIB-PSOE sous le premier mandat de Francesc Antich, entre 2000 et 2004. Elle est membre de la direction du groupement municipal d'Ibiza de 2005 à 2006.

### Fonctionnaire d'Ibiza
Entre 2007 et 2008, elle est déléguée de l'Institut baléare du Logement (IBAVI). En 2008, elle est nommée directrice insulaire de l'Administration générale de l'État à Ibiza et Formentera par le délégué du gouvernement dans les îles Baléares Ramón Socías à la place de José Manuel Bar Cendón qui se présente aux élections générales de 2008. Elle reste en poste jusqu'en 2011, date à laquelle elle se présente aux élections générales, et est remplacée par le conservateur Rafael García Vila.

### Députée nationale
En septembre 2011, elle se présente aux primaires visant à désigner le représentant ibizien devant occuper la deuxième place sur la liste du parti à l'occasion des élections législatives du mois de novembre suivant. Elle remporte le soutien des deux plus importants groupements de Vila et Santa Eulària des Riu mais est généralement devancée par Dessiré Ruiz qui s'impose par six voix de différence. Néanmoins, la direction du PSIB-PSOE choisit Hernanz au lieu de Ruiz du fait qu'elle désire privilégier l'expérience de la première devant un contexte national difficile pour les socialistes. Au soir du scrutin, la liste recueille 126 512 voix, près de 28,9 % des suffrages exprimés et remporte trois des huit sièges en jeu. Elle obtient alors un siège au Congrès des députés aux côtés du majorquin Pablo Martín Peré et du minorquin Guillem García Gasulla. Elle est membre de la commission bicamérale pour l'Étude du problème des drogues, de la commission de l'Industrie, de l'Énergie et du Tourisme et est choisi comme deuxième secrétaire de la commission pour l'Étude du changement climatique.
En juin 2014, elle participe avec Ángeles Álvarez, Pablo Martín et Juan Luis Gordo au lancement de la candidature du député de Madrid Pedro Sánchez qui se présente au secrétariat général fédéral du PSOE dans le cadre du congrès extraordinaire consécutif à la démission d'Alfredo Pérez Rubalcaba. Après l'élection de celui-ci, elle est nommée secrétaire générale adjointe du groupe parlementaire socialiste et s'installe au premier rang, à seulement trois sièges de Sánchez. À ce titre, elle devient porte-parole adjointe à la Junte des porte-parole et entre à la députation permanente. Elle abandonne ses responsabilités originelles pour devenir membre de la commission de l'Éducation et des Sports.
Très proche de Sánchez, elle se présente à nouveau lors des élections générales de décembre 2015 sur la liste conduite par le majorquin et ancien délégué du gouvernement Ramón Socías et conserve son siège au palais des Cortes. Toujours membre de la députation permanente, elle est choisie comme première vice-présidente de la commission des Affaires étrangères présidée par Jesús Posada et représente le groupe parlementaire à la commission du Règlement présidée par Patxi López. Elle est, en outre, membre suppléante de la délégation espagnole à l'Assemblée parlementaire de l'OTAN.
Candidate lors des élections législatives anticipées de juin 2016 sur la liste de Pere Joan Pons, elle parvient à déjouer les sondages et conserve son mandat de députée de justesse. Elle conserve également ses fonctions à la direction et devient deuxième vice-présidente de la commission de l'Énergie, du Tourisme et du Numérique. Le 2 novembre 2016, elle vote « non » lors du vote d'investiture du chef du PP Mariano Rajoy à la présidence du gouvernement malgré le choix du Comité fédéral — le parlement interne du parti — de voter une abstention en bloc conformément au souhait de la direction provisoire présidée par l'asturien Javier Fernández et mise en place après la démission de Pedro Sánchez. À l'instar de quatorze autres parlementaires socialistes dont l'autre député baléare Pere Joan Pons, elle se montre ainsi fidèle au secrétaire général déchu et à la promesse faite pendant la campagne. Elle annonce avoir voté contre pour « cohérence politique et personnelle » et justifie qu'il est « archaïque de penser que le vote de conscience n'est envisageable que sur des thèses religieux ». Deux jours plus tard, le parti ouvre une procédure disciplinaire à son encontre et est condamnée à payer une amende. Cette rupture de la discipline de vote est aussi réprimandée par le retrait de ses responsabilités parlementaires : elle est remplacée par Pedro José Muñoz González à la direction du groupe et reléguée comme porte-parole adjointe à la commission de la Justice et deuxième vice-présidente de la commission de l'Énergie, du Tourisme et du Numérique ,. Elle est également remplacée à la députation permanente en décembre 2016 et critique fortement Mario Jiménez — porte-parole de la direction provisoire et proche de la présidente de la Junte d'Andalousie Susana Díaz — pour avoir déclaré que les remplacements ont été effectués sur la base de « critères de capacité et de confiance ». Elle indique alors qu'elle vit bien le fait d'avoir été « révoquée de tout ce qui peut être révocable pour avoir voté non au PP ».
Peu après, elle participe à une réunion lancée par Odón Elorza dans le but de convaincre Pedro Sánchez de se représenter en vue du 39e congrès fédéral du parti. Elle s'oppose aussi au virage pris par le PSIB-PSOE de Francina Armengol qui soutient désormais Patxi López face à Sánchez et Susana Díaz. Après la facile victoire de Pedro Sánchez qui remporte plus de la majorité absolue des votes des militants, celui-ci configure une nouvelle commission exécutive fédéral à sa mesure et une direction parlementaire d'intégration du fait que les députés ayant soutenu Susana Díaz sont très majoritaires. Un temps pressentie pour devenir présidente de la commission de la Justice en remplacement de la nouvelle nouvelle porte-parole parlementaire Margarita Robles, Sofía Hernanz est nommée secrétaire générale adjointe du groupe auprès du député madrilène Rafael Simancas, à la place d'Isabel Rodríguez García. À ce titre, elle fait son retour à la députation permanente et devient première vice-présidente de la commission constitutionnelle.
En acceptant l'application de l'article 155 de la Constitution en Catalogne, Pedro Sánchez obtient du président du gouvernement Mariano Rajoy l'engagement de créer une commission parlementaire visant à évaluer et moderniser l'État autonomique. Sofía Hernanz est élue première secrétaire de cette commission présidée par José Enrique Serrano en novembre 2017.